# Mezinárodní letiště Li-ťiang San-i
Mezinárodní letiště Li-ťiang San-i (čínsky v českém přepisu Li-ťiang San-i kuo-ťi ťi-čchang, pchin-jinem Lìjiāng Sānyì Guójì Jīchǎng, znaky 丽江三义国际机场, IATA: LJG, ICAO: ZPLJ) je mezinárodní letiště u Li-ťiangu v provincii Jün-nan v Čínské lidové republice. Leží ve vzdálenosti přibližně pětadvaceti kilometrů jižně od centra Li-ťiangu.
V období druhé světové války sloužilo letiště spojeneckým letounům, které odtud v rámci druhé čínsko-japonské války bojovaly proti Japonskému císařství.